# Голиков, Василий Васильевич (Герой Социалистического Труда)
Василий Васильевич Голиков (18 марта 1911, Покровское, Болховский уезд, Орловская губерния, Российская империя — 26 января 1993, Москва) — главный агроном совхоза «Большевик» Кустанайской области, Казахская ССР. Герой Социалистического Труда (1957).

## Биография
Родился в 1911 году в селе Покровское Оренбургской губернии (сегодня — Болховский район Орловской области).
Участник Великой Отечественной войны.
Трудился старшим агрономом в совхозе «Большевик» Кустанайской области.
Указом Президиума Верховного Совета СССР от 11 января 1957 года за особо выдающиеся успехи, достигнутые в работе по освоению целинных и залежных земель, и получение высокого урожая удостоен звания Героя Социалистического Труда с вручением ордена Ленина и золотой медали «Серп и Молот».